# Bill Ballantine
Pour les articles homonymes, voir Ballantine.
Cet article possède un paronyme, voir Bill Gallantine.
Bill Ballantine (en réalité William Ballantine) est un aventurier de fiction créé par Henri Vernes pour la série Bob Morane.

## Caractéristiques du personnage
Bill Ballantine serait né un 3 avril dans une distillerie d'Édimbourg.
C'est un Écossais descendant direct du Clan des McGuiliguidy. Il est roux, mesure environ 2 mètres, il a 34 ans au début de la série.
Il a des mains grosses comme des roues de brouettes, des poings de la taille d'une tête d'enfant et il est doté d'une force colossale.
Il est patriote et superstitieux. 
Il possède un château ancestral et un élevage de poulets en Écosse mais celui-ci ne l'occupe que partiellement car il est le compagnon habituel de Bob Morane et son fidèle second. Il vouvoie Morane alors que ce dernier le tutoie.
Bill Ballantine ponctue ses phrases d'argot et surnomme son compagnon « Commandant » en référence aux états de service de Bob Morane dans la RAF durant la Seconde Guerre mondiale. Morane le rectifie avec une note d’humour par un : «  Tu sais bien que la guerre est finie et que je ne commande plus rien du tout », phrase à laquelle Bill Ballantine répond invariablement par : « Je sais, Commandant ». 
Il boit volontiers du whisky (Zat 77 de préférence). Il affectionne particulièrement les steaks pommes-frites et les hot-dogs. Il connaît bien ses classiques et siffle comme un maître. 
Bill Ballantine a rencontré Morane alors qu'il était son mécanicien à l'époque où celui-ci pilotait en Nouvelle-Guinée après la guerre. Il est lui-même un pilote aguerri et expert mécanicien.

## Première apparition
C'est dans La Vallée infernale (1953), premier roman de la série, qu'elle se situe selon l'ordre des publications. Cependant, la première rencontre entre Bob Morane et Bill Ballantine, qui se situe pendant la Seconde Guerre mondiale, est racontée dans Alerte aux V1 (2009).

## Dans la culture
Son nom est cité dans L'Aventurier, chanson du groupe Indochine sortie en 1982.